# Gianluigi
Gianluigi ist ein italienischer männlicher Vorname, entstanden aus der Verbindung von Gianni und Luigi.

## Namensträger
- Gianluigi Aponte (* 1940), italienischer Unternehmer und Reeder
- Gianluigi Braschi (1963–2008), italienischer Produzent
- Gianluigi Buffon (* 1978), italienischer Fußballtorhüter
- Gianluigi Calderone (* 1944), italienischer Fernsehregisseur und Drehbuchautor
- Gianluigi Donnarumma (* 1999), italienischer Fußballtorhüter
- Gianluigi Galli (Gigi Galli; * 1973), italienischer Rallyefahrer
- Gianluigi Gelmetti (1945–2021), italienischer Dirigent und Komponist
- Gianluigi Lentini (* 1969), italienischer Fußballspieler
- Gianluigi Nuzzi (* 1969), italienischer Investigativjournalist
- Gianluigi Quinzi (* 1996), italienischer Tennisspieler
- Gianluigi Stanga (* 1949), italienischer Radsport-Manager
- Gianluigi Trovesi (* 1944), italienischer Jazzmusiker